# Libertad (Schiff, 1963)
Die Libertad ist ein Dreimaster, der als Vollschiff getakelt ist. Sie ist ein Segelschulschiff der argentinischen Kriegsmarine.

## Allgemeines
Die Kiellegung der Libertad fand am 11. Dezember 1953 statt, knapp drei Jahre später, am 30. Mai 1956, war der Stapellauf. Gebaut wurde die Libertad von der argentinischen Staatswerft A.F.N.E. Astilleros Navales. Die Indienststellung fand am 28. Mai 1963 statt. Der Heimathafen der Libertad ist Buenos Aires.
Im Jahr 1966 stellte die Libertad einen immer noch gültigen Geschwindigkeitsrekord für die Transatlantik-Überfahrt zwischen Kap Race (Kanada) und Dursey Island (Irland) auf: Sie bewältigte die Strecke von 2058,6 Seemeilen in 8 Tagen und 12 Stunden.
Im Jahre 1976 kam es zum Zusammenstoß mit der spanischen Juan Sebastian De Elcano, der dabei der Klüverbaum brach. Die Libertad wurde jedoch nur leicht beschädigt.
Die Libertad hat neunmal die „Boston Teapot Trophy“ gewonnen. Der Preis wird jedes Jahr von der Sail Training Association (inzwischen von Sail Training International) an jenes Segelschiff vergeben, das – mit über 50 % der Besatzung in Ausbildung – innerhalb von 124 Stunden die weiteste Strecke zurücklegt.
2006 wurde die Libertad eingehend überholt, neben einer Modernisierung der Technik wurden auch Einrichtungen zur Unterbringung weiblicher Kadetten eingebaut.
Nach der Argentinien-Krise fuhr die Libertad nur lateinamerikanische Häfen an, um eine Pfändung des Schiffs zur Begleichung der offenen Staatsschulden zu vermeiden. 2012 wurden aber auch Häfen in Europa und Afrika besucht. Am 2. Oktober 2012 wurde das Schiff im ghanaischen Hafen Tema auf Betreiben des Hedgefonds NML Capital (Paul Singer) festgehalten. In der Folge traten der Chef der argentinischen Kriegsmarine, Carlos Alberto Paz, und die Leiterin des militärischen Geheimdiensts, Lourdeas Puente Olivera, zurück. Gemäß einer Anordnung des Internationalen Seegerichtshofs musste Ghana das Schiff nach 77 Tagen freigeben, da Kriegsschiffe nach internationalem Recht der Immunität unterliegen. Das Schiff kehrte am 9. Januar 2013 nach Mar del Plata zurück, wo ihm ein begeisterter Empfang zuteilwurde.

## Takelage
Die gesamte Segelfläche der Libertad beträgt 2.643 m², verteilt auf 27 Segel. Die Besegelung aus den 27 Segel teilt sich auf in fünf Vorsegel, Doppel-Marssegel, einfache Bramsegel und Royals.
Die drei Masten bestehen aus einer Stenge.
- Fockmast 48,66 m
- Großmast 49,80 m
- Kreuzmast 43,17 m

## Antrieb
Zusätzlich zu den Segeln kann die Libertad über zwei MAN-Dieselmotoren mit je 1.305 PS angetrieben werden und somit eine Geschwindigkeit von 13,73 kn erreichen. Neben den zwei Hauptmaschinen fährt das Schiff mit zwei Generatoren und einem Hilfsgenerator. Vor der Erneuerung wurden stattdessen Dieselmotoren von Sulzer verwendet. Mit der Leistung von jeweils 1.200 PS betrug die Höchstgeschwindigkeit 13,5 kn.

## Sonstiges
Die Libertad besitzt zwei Schaluppen aus Holz mit Doppelkabine aus Metall als Beiboote, sowie eine Landungsschaluppe aus Holz, ein Boot mit Segel und Riemen und ein Boot mit Segeln.
In Anerkennung und Würdigung wurde das Schulschiff auf der argentinischen Währung in Form der 1000-Pesos-Banknote (1955–1965) dargestellt.
Die Libertad ist auf den russischen Banknoten 500.000 Rubel (1997) und 500 Rubel (1998, 2001 und 2004) im Hafen von Archangelsk dargestellt. Der ursprüngliche Entwurf des russischen Künstlers Igor Krylkov mit einem Dampfschiff wurde von der russischen Zentralbank abgelehnt, da sie ein Segelschiff bevorzugte. In einer überarbeiteten Version des Motivs verwendete Krylkov ein großes Segelschiff, nicht wissend, dass sich das Schiff niemals in Archangelsk befand.